# Discografía de Megan Thee Stallion

## Álbumes de estudio
| Título    | Detalles | Posiciones en Listas | Posiciones en Listas | Posiciones en Listas | Posiciones en Listas | Posiciones en Listas | Posiciones en Listas | Posiciones en Listas | Posiciones en Listas | Posiciones en Listas | Certificaciones |
| Título    | Detalles | US                   | US R&B /HH           | AUS                  | CAN                  | FRA                  | IRE                  | NLD                  | NZ                   | UK                   | Certificaciones |
| --------- | --- | -------------------- | -------------------- | -------------------- | -------------------- | -------------------- | -------------------- | -------------------- | -------------------- | -------------------- | --------------- |
| Good News | - Lanzamiento: 20 de noviembre de 2020 - Discográfica: 1501 Certified, 300 Entertainment - Formatos: Vinyl, CD, casete, descarga digital, streaming | 2                    | 1                    | 41                   | 9                    | 107                  | 22                   | 77                   | 22                   | 46                   | - RIAA: Platino |

### Mixtapes
| Título                                        | Detalles | Posiciones en la listas | Posiciones en la listas | Posiciones en la listas |
| Título                                        | Detalles | US                      | US R&B /HH              | US Rap                  |
| --------------------------------------------- | --- | ----------------------- | ----------------------- | ----------------------- |
| Rich Ratchet                                  | - Lanzamiento: 2016 (US) - Discográfica: Independiente - Formatos: desconocido                              | —                       | —                       | —                       |
| Megan Mix                                     | - Lanzamiento: 2017 (US) - Discográfica: Independiente - Formatos: desconocido                              | —                       | —                       | —                       |
| Fever                                         | - Lanzamiento: 17 de mayo de 2019 - Discográfica: 300 Entertainment - Formatos: Descarga digital, Streaming | 10                      | 6                       | 5                       |
| Something for Thee Hotties: From the Archives | - Lanzamiento: 29 de octubre de 2021 - Discográfica: TBC - Formatos: descarga digital, streaming            | —                       | —                       | —                       |

### Extended plays
| Título      | Detalle | Posiciones | Posiciones | Posiciones | Posiciones |
| Título      | Detalle | US         | US R&B /HH | US Rap     | CAN        |
| ----------- | --- | ---------- | ---------- | ---------- | ---------- |
| Make It Hot | - Lanzamiento: 18 de septiembrre de 2017 - Discográfica: 1501 Certified - Formatos: Descarga digital, streaming                  | —          | —          | —          | —          |
| Tina Snow   | - Lanzamiento: 21 de diciembre de 2018 - Discográfica: 1501 Certified, 300 Entertainment - Formatos: Descarga digital, streaming | 166        | —          | —          | —          |
| Suga        | - Lanzamiento: 6 de marzo de 2020 - Discográfica: 300 Entertainment - Formatos: Descarga digital, streaming                      | 10         | 7          | 5          | 58         |

## Sencillos

### Como artista principal
| Título                                                                     | Año  | Posicionamiento en listas | Posicionamiento en listas | Posicionamiento en listas | Posicionamiento en listas | Posicionamiento en listas | Posicionamiento en listas | Posicionamiento en listas | Posicionamiento en listas | Posicionamiento en listas | Posicionamiento en listas | Certificaciones                                   | Álbum                        |
| Título                                                                     | Año  | US                        | US R&B /HH                | US Rap                    | AUS                       | CAN                       | IRE                       | NZ Hot                    | UK                        | WW                        |                           | Certificaciones                                   | Álbum                        |
| -------------------------------------------------------------------------- | ---- | ------------------------- | ------------------------- | ------------------------- | ------------------------- | ------------------------- | ------------------------- | ------------------------- | ------------------------- | ------------------------- | ------------------------- | ------------------------------------------------- | ---------------------------- |
| «Pull Up Late»                                                             | 2017 | —                         | —                         | —                         | —                         | —                         | —                         | —                         | —                         | —                         | —                         |                                                   | Make It Hot                  |
| «Last Week in HTx»                                                         | 2017 | —                         | —                         | —                         | —                         | —                         | —                         | —                         | —                         | —                         | —                         |                                                   | Make It Hot                  |
| «Cocky AF»                                                                 | 2018 | —                         | —                         | —                         | —                         | —                         | —                         | —                         | —                         | —                         | —                         |                                                   | Tina Snow                    |
| «Big Ole Freak»                                                            | 2019 | 65                        | 25                        | —                         | —                         | —                         | —                         | —                         | —                         | —                         | —                         | - RIAA: Platino                                   | Tina Snow                    |
| «Sex Talk»                                                                 | 2019 | —                         | —                         | —                         | —                         | —                         | —                         | —                         | —                         | —                         | —                         | - RIAA: Oro                                       | Fever                        |
| «Realer»                                                                   | 2019 | —                         | —                         | —                         | —                         | —                         | —                         | —                         | —                         | —                         | —                         | - RIAA: Oro                                       | Fever                        |
| «Cash Shit» (con DaBaby)                                                   | 2019 | 36                        | 16                        | —                         | —                         | —                         | —                         | —                         | —                         | —                         | —                         | - RIAA: 2× Platino                                | Fever                        |
| «Hot Girl Summer» (con Nicki Minaj y Ty Dolla Sign)                        | 2019 | 11                        | 7                         | 64                        | 38                        | 37                        | 51                        | —                         | 54                        | 40                        | —                         | - RIAA: 2× Platino                                | Sin álbum                    |
| «All Dat» (con Moneybagg Yo)                                               | 2019 | 70                        | 34                        | —                         | —                         | —                         | —                         | —                         | —                         | —                         | —                         | - RIAA: Platino                                   | Time Served                  |
| «Ride or Die» (con VickeeLo)                                               | 2019 | —                         | —                         | —                         | —                         | —                         | —                         | —                         | —                         | —                         | —                         |                                                   | Queen & Slim: The Soundtrack |
| «Diamonds» (con Normani)                                                   | 2020 | —                         | —                         | —                         | —                         | —                         | —                         | —                         | —                         | —                         | —                         |                                                   | Birds of Prey: The Album     |
| «B.I.T.C.H.»                                                               | 2020 | 31                        | 15                        | —                         | —                         | —                         | —                         | —                         | —                         | —                         | —                         | - RIAA: Platino                                   | Suga                         |
| «Captain Hook»                                                             | 2020 | 74                        | 41                        | —                         | —                         | —                         | —                         | —                         | —                         | —                         | —                         | - RIAA: Platino                                   | Suga                         |
| «Freak» (con Tyga)                                                         | 2020 | —                         | —                         | —                         | —                         | —                         | —                         | —                         | —                         | —                         | —                         |                                                   | Sin álbum                    |
| «Savage» (solo o remix con Beyoncé)                                        | 2020 | 1                         | 1                         | 4                         | 9                         | 26                        | 3                         | 2                         | 12                        | 3                         | 52                        | - RIAA: 4× Platino - BPI: Platino - RMNZ: Platino | Suga and Good News           |
| «Girls in the Hood»                                                        | 2020 | 28                        | 13                        | —                         | 90                        | —                         | —                         | —                         | —                         | —                         | 129                       | - RIAA: Platino                                   | Good News                    |
| «Don't Stop» (con Young Thug)                                              | 2020 | 30                        | 14                        | —                         | 97                        | —                         | —                         | —                         | —                         | —                         | 61                        | - RIAA: Oro                                       | Good News                    |
| «Thick (Remix)» (con DJ Chose)                                             | 2020 | —                         | —                         | —                         | —                         | —                         | —                         | —                         | —                         | —                         | —                         |                                                   | Sin álbum                    |
| «Body»                                                                     | 2020 | 12                        | 4                         | 57                        | 43                        | —                         | 37                        | —                         | —                         | 44                        | 27                        | - RIAA: Platino                                   | Good News                    |
| «Cry Baby» (con DaBaby)                                                    | 2021 | 28                        | 13                        | —                         | 86                        | —                         | 91                        | —                         | —                         | —                         | 78                        | - RIAA: Platino                                   | Good News                    |
| «I'm a King» (with Bobby Sessions)                                         | 2021 | —                         | —                         | —                         | —                         | —                         | —                         | —                         | —                         | —                         | —                         |                                                   | Coming 2 America             |
| «Beautiful Mistakes» (con Maroon 5)                                        | 2021 | 13                        | —                         | 36                        | 7                         | 61                        | 36                        | 21                        | —                         | 50                        | 24                        | - RIAA: Oro - ARIA: Oro - MC: Platino - RMNZ: Oro | Jordi                        |
| «Pop It» (con Bankroll Freddie)                                            | 2021 | —                         | —                         | —                         | —                         | —                         | —                         | —                         | —                         | —                         | —                         |                                                   | Big Bank                     |
| «On Me (Remix)» (con Lil Baby)                                             | 2021 | —                         | —                         | —                         | —                         | —                         | —                         | —                         | —                         | —                         | —                         |                                                   | Sin álbum                    |
| «Bad Bitches» (con Marshmello y Nitti Gritti)                              | 2021 | —                         | —                         | —                         | —                         | —                         | —                         | —                         | —                         | —                         | —                         |                                                   | Shockwave                    |
| «Thot Shit»                                                                | 2021 | 16                        | 6                         | 38                        | 43                        | —                         | 44                        | —                         | —                         | 65                        | 27                        |                                                   | Something for Thee Hotties   |
| «Butter (Megan Thee Stallion Remix)» (con BTS)                             | 2021 | —                         | —                         | —                         | —                         | —                         | —                         | —                         | —                         | —                         | —                         |                                                   | Sin álbum                    |
| «Crazy Family» (con Maluma y Rock Mafia)                                   | 2021 | —                         | —                         | —                         | —                         | —                         | —                         | —                         | —                         | —                         | —                         |                                                   | The Addams Family 2          |
| «SG» (con DJ Snake, Ozuna, y Lisa)                                         | 2021 | —                         | —                         | —                         | —                         | —                         | —                         | —                         | —                         | —                         | —                         |                                                   | Sin álbum                    |
| «Megan's Piano»                                                            | 2021 | 97                        | 34                        | —                         | —                         | —                         | —                         | —                         | —                         | —                         | —                         |                                                   | Something for Thee Hotties   |
| «—» denota que el sencillo no se lanzó o no se posicionó en ese territorio |      |                           |                           |                           |                           |                           |                           |                           |                           |                           |                           |                                                   |                              |

### Como artista invitada
| Título                                                                                  | Año  | Posicionamiento en listas | Posicionamiento en listas | Posicionamiento en listas | Posicionamiento en listas | Posicionamiento en listas | Posicionamiento en listas | Posicionamiento en listas | Posicionamiento en listas | Posicionamiento en listas | Certificaciones                                                                                   | Álbum                       |
| Título                                                                                  | Año  | US                        | US R&B /HH                | AUS                       | CAN                       | FRA                       | GRE                       | NZ                        | UK                        | WW                        | Certificaciones                                                                                   | Álbum                       |
| --------------------------------------------------------------------------------------- | ---- | ------------------------- | ------------------------- | ------------------------- | ------------------------- | ------------------------- | ------------------------- | ------------------------- | ------------------------- | ------------------------- | ------------------------------------------------------------------------------------------------- | --------------------------- |
| «No Pressure» (Drebae con Megan Thee Stallion)                                          | 2018 | —                         | —                         | —                         | —                         | —                         | —                         | —                         | —                         | —                         |                                                                                                   | Sin álbum                   |
| «Poledancer» (Wale con Megan Thee Stallion)                                             | 2018 | —                         | —                         | —                         | —                         | —                         | —                         | —                         | —                         | —                         |                                                                                                   | Wow... That's Crazy         |
| «Bestie» (Bhad Bhabie con Megan Thee Stallion)                                          | 2019 | —                         | —                         | —                         | —                         | —                         | —                         | —                         | —                         | —                         |                                                                                                   | Sin álbum                   |
| «She Live» (Maxo Kream featuring Megan Thee Stallion)                                   | 2019 | —                         | —                         | —                         | —                         | —                         | —                         | —                         | —                         | —                         |                                                                                                   | Brandon Banks               |
| «Three Point Stance» (Juicy J con City Girls & Megan Thee Stallion)                     | 2019 | —                         | —                         | —                         | —                         | —                         | —                         | —                         | —                         | —                         |                                                                                                   | Sin álbum                   |
| «Pastor» (Quavo & City Girls con Megan Thee Stallion)                                   | 2019 | —                         | —                         | —                         | —                         | —                         | —                         | —                         | —                         | —                         |                                                                                                   | Control the Streets, Vol. 2 |
| «Pose» (Yo Gotti con Megan Thee Stallion & Lil Uzi Vert)                                | 2019 | —                         | —                         | —                         | —                         | —                         | —                         | —                         | —                         | —                         |                                                                                                   | Untrapped                   |
| «Big Booty» (Gucci Mane con Megan Thee Stallion)                                        | 2019 | —                         | —                         | —                         | —                         | —                         | —                         | —                         | —                         | —                         | - RIAA: Oro                                                                                       | Woptober II                 |
| «Fkn Around» (Phony Ppl con Megan Thee Stallion)                                        | 2020 | —                         | —                         | —                         | —                         | —                         | —                         | —                         | —                         | —                         |                                                                                                   | Sin álbum                   |
| «RNB» (Young Dolph con Megan Thee Stallion)                                             | 2020 | —                         | 46                        | —                         | —                         | —                         | —                         | —                         | —                         | —                         |                                                                                                   | Rich Slave                  |
| «WAP» (Cardi B con Megan Thee Stallion)                                                 | 2020 | 1                         | 1                         | 1                         | 1                         | 30                        | 1                         | 1                         | 1                         | 1                         | - RIAA: 6× Platino - ARIA: 3× Platino - BPI: Platino - MC: 2× Platino - RMNZ: Platino - SNEP: Oro | Sin álbum                   |
| «34+35 (Remix)» (Ariana Grande con Doja Cat & Megan Thee Stallion)                      | 2021 | 2                         | —                         | —                         | —                         | —                         | 68                        | —                         | —                         | 2                         |                                                                                                   | Positions                   |
| «I Did It» (DJ Khaled con Post Malone, Megan Thee Stallion, Lil Baby & DaBaby)          | 2021 | 43                        | 17                        | 99                        | 22                        | —                         | —                         | —                         | 53                        | 33                        |                                                                                                   | Khaled Khaled               |
| «It Was a... (Masked Christmas)» (Jimmy Fallon con Ariana Grande y Megan Thee Stallion) | —    | —                         | —                         | —                         | —                         | —                         | —                         | —                         | —                         | —                         |                                                                                                   | Sin álbum                   |
| «—» denota una grabación que no se registró o no se lanzó en ese territorio.            |      |                           |                           |                           |                           |                           |                           |                           |                           |                           |                                                                                                   |                             |

### Otras canciones en listas
| Año  | Título                                                 | Posiciones | Posiciones | Posiciones | Posiciones | Posiciones | Certificaciones   | Álbum       |
| Año  | Título                                                 | US         | US R&B /HH | US Rap     | NZ Hot     | UK         | Certificaciones   | Álbum       |
| ---- | ------------------------------------------------------ | ---------- | ---------- | ---------- | ---------- | ---------- | ----------------- | ----------- |
| 2019 | «Cash Shit» (con DaBaby)                               | 36         | 16         | 14         | —          | —          | - (RIAA): Platino | Fever       |
| 2019 | «Handsome» (Chance the Rapper con Megan Thee Stallion) | —          | 45         | —          | —          | —          |                   | The Big Day |
| 2020 | «Savage»                                               | 20         | —          | —          | 5          | 47         |                   | Suga        |
| 2020 | «Captain Hook»                                         | 74         | 46         | —          | 26         | —          |                   | Suga        |

## Videos musicales
| Año                    | Título                 | Otro artista(s)             | Director(es)           | Ref.                   |
| Como artista principal | Como artista principal | Como artista principal      | Como artista principal | Como artista principal |
| ---------------------- | ---------------------- | --------------------------- | ---------------------- | ---------------------- |
| 2019                   | «Ride Or Die»          | VickeeLo                    | Cameron Busby          |                        |
| 2019                   | «Hot Girl Summer»      | Nicki Minaj & Ty Dolla $ign | Desconocido            |                        |
| 2019                   | «Big Ole Freak»        | Ninguno                     | Desconocido            |                        |
| 2020                   | «Diamonds»             | Normani                     | Desconocido            | [ 73 ] [ 74 ]          |
| 2020                   | «Body»                 | Ninguno                     | Collin Tilley          |                        |
| 2020                   | «Don't Stop»           | Young Thug                  | Collin Tilley          |                        |
| 2020                   | «B.I.T.C.H.»           | Ninguno                     | Eif Rivera             |                        |
| 2021                   | «Thot Shit»            | Ninguno                     | Aube Perrie            |                        |
| 2021                   | «Cry Baby»             | DaBaby                      | Collin Tilley          |                        |
| Como artista Invitada  |                        |                             |                        |                        |
| 2020                   | «WAP»                  | Cardi B                     | Collin Tilley          | [ 75 ]                 |
| 2020                   | «34+35 Remix»          | Ariana Grande & Doja Cat    | Stefan Kohli           |                        |
| 2021                   | «Beautiful Mistakes»   | Maroon 5                    | Desconocido            |                        |

## Álbumes

### Álbumes de estudio
| Título                                                                            | Detalles | Posicionamiento en las listas | Posicionamiento en las listas | Posicionamiento en las listas | Posicionamiento en las listas | Posicionamiento en las listas | Posicionamiento en las listas | Posicionamiento en las listas | Posicionamiento en las listas | Posicionamiento en las listas | Posicionamiento en las listas | Certificaciones                          |
| Título                                                                            | Detalles | EE.                           | US R&B /HH                    | AUS                           | BEL (FL)                      | CAN                           | FRA                           | IRE                           | NLD                           | NZ                            | UK                            | Certificaciones                          |
| --------------------------------------------------------------------------------- | --- | ----------------------------- | ----------------------------- | ----------------------------- | ----------------------------- | ----------------------------- | ----------------------------- | ----------------------------- | ----------------------------- | ----------------------------- | ----------------------------- | ---------------------------------------- |
| Good News                                                                         | - Fecha de lanzamiento: 20 de noviembre de 2020 - Sello: 1501 Certified, 300 - Formatos: Vinilo, CD, casete, descarga digital, streaming | 20                            | 1                             | 41                            | 91                            | 9                             | 107                           | 22                            | 77                            | 22                            | 46                            | - RIAA: Platino - BPI: Plata - RMNZ: Oro |
| Traumazine                                                                        | - Fecha de lanzamiento: 12 de agosto de 2022 - Sello: 1501 Certified, 300 - Formatos: CD, LP, casete, descarga digital, streaming        | 4                             | 3                             | 68                            | 190                           | 19                            | 149                           | —                             | —                             | 27                            | 65                            | - RIAA: Oro                              |
| Megan                                                                             | - Fecha de lanzamento: 28 de junio de 2024 - Sello: Hot Girl, Warner - Formatos: CD, LP, casete, descarga digital, streaming             | 3                             | 1                             | 94                            | —                             | 53                            | —                             | —                             | —                             | 33                            | 97                            |                                          |
| "—" denotes a recording that did not chart or was not released in that territory. | |                               |                               |                               |                               |                               |                               |                               |                               |                               |                               |                                          |